# Soňa Nevšímalová
Soňa Nevšímalová (* 5. dubna 1940, Praha) je česká lékařka, profesorka neurologie zaměřující se na spánkovou medicínu a dětskou neurologii, v letech 1997–2006 přednostka Neurologické kliniky 1. lékařské fakulty Univerzity Karlovy a VFN v Praze.

## Osobní a profesní život
Narodila se v Praze do rodiny právníka a matky v domácnosti. V mládí byla členkou Kühnova dětského sboru.
V roce 1963 ukončila Fakultu všeobecného lékařství Univerzity Karlovy v Praze. Po promoci nastoupila do Ústavu biologie lékařské fakulty, kde se věnovala klinické genetice. Od roku 1971 působí na Neurologické klinice 1. LF UK a VFN v Praze. Po neurologických atestacích, přidala v roce 1980 specializační z dětské neurologie. V rámci spánkové medicíny se zaměřuje především na výzkum narkolepsie a hypersomnie.
V roce 1997 byla jmenována profesorkou v oboru neurologie na Univerzitě Karlově. K roku 2008 publikovala na 179 odborných prací, tři monografie a 25 kapitol v monografiích. Dne 28. října 2017 převzala z rukou českého prezidenta Miloše Zemana medaili Za zásluhy.
Je rozvedená, má dva syny – lékaře.
| „                  | Nejsem žena, které by stačilo pouze uspokojení z práce. Takových je ostatně málo – a já k nim určitě nepatřím. | “ |
| — Soňa Nevšímalová | |   |